# Неллі Чобану
Не́ллі Чоба́ну (нар. 28 жовтня 1974) — молдовська співачка. З піснею «Hora din Moldova» представляла Молдову на музичному конкурсі «Євробачення 2009» в Москві, де зайняла 14-е місце.
Заслужений діяч мистецтв Республіки Молдова (2001 рік), Народна артистка Молдови (2011 рік)

## Біографія
Неллі Чобану народилась 28 жовтня 1974 року в селі Канія Кантемірського району. Закінчила Тираспільський музичний коледж. Дебютувала в 1993 році зі своїм братом в дуеті «Master Dinamit».
У 2006 році Неллі народила дівчинку, якій присвятила свій виступ на «Євробаченні 2009».
З 2007 року є ведучою розважальної програми «Зірки на біс» на телеканалі «Moldova 1».
За кілька останніх років співачка випустила чотири альбоми, зараз готується до виходу п'ятий альбом, до якого увійде пісня «Hora din Moldova». У наш час[коли?] Неллі Чобану є найавторитетнішою естрадною співачкою в Молдові, вона — шестикратний володар щорічної премії «VIP».

## Досягнення
- 1994 — «Ранкова зірка» (Москва, Росія) — перше місце
- 1996 — «Maluri de Prut» (Молдова) — перше місце
- 1997 — «Mamaia 97» (Румунія) — третє місце
- 1998 — «Море друзів» (Ялта) — третє місце
- 1999 — «Голос Азії» (Казахстан) — друге місце
- 1999 — «Володимир Івасюк» (Україна) — перше місце
- «Золотий скіф» (Україна) — третє місце
- «Золотий шлягер» (Білорусь) — третє місце
- 2000 — «Слов'янський базар» (Білорусь) — перше місце
- 2002 — «Квітнева весна» (КНДР) — перше місце
- 2003 — «Нова хвиля» (Юрмала, Латвія) — друге місце
- 2003 — «Клавдія Шульженко» — гран-прі

2011 - Народна артистка Молдови